# Volo Air Rhodesia 827
Il volo Air Rhodesia 827, l'Umniati, era un volo di linea tra Kariba e Salisbury (odierna Harare) che venne abbattuto il 12 febbraio 1979 dai guerriglieri dell'Esercito Rivoluzionario Popolare dello Zimbabwe (ZIPRA) utilizzando un missile Strela-2 subito dopo il decollo. Le circostanze erano molto simili a quelle del volo Air Rhodesia 825 di cinque mesi prima. Ad oggi, rimane l'incidente aereo più mortale in Rhodesia (ora Zimbabwe).

## L'abbattimento
La partenza del volo da Kariba era stata ritardata, quindi non ci volle molto tempo per superare il lago portandosi dietro dei missili antiaerei a spalla prima di dirigersi verso Salisbury. I membri dello ZIPRA disponevano di informazioni secondo le quali il comandante delle forze di sicurezza della Rhodesia, il generale Peter Walls, fosse a bordo e decisero di assassinarlo. Tuttavia lui e sua moglie persero il volo e ne presero uno successivo, atterrato sano e salvo a Salisbury. L'Umniati fu gravemente danneggiato dal missile, che lo fece precipitare su un terreno accidentato nell'area di acquisto africana Vuti a est del lago Kariba Nessuno dei 59 passeggeri o membri dell'equipaggio riuscì a sopravvivere a quella caduta.

## Conseguenze
Dopo il secondo incidente, Air Rhodesia aggiunse un rivestimento ai tubi di scarico dei suoi Viscount per ridurre la firma a infrarossi e dipinse gli aerei con una vernice a bassa radiazione come contromisure contro i missili a ricerca di calore.
Il 25 febbraio 1979 la Rhodesian Air Force, con l'assistenza segreta dell'aeronautica sudafricana, lanciò l'Operazione Vanity, un bombardamento di rappresaglia contro un campo ZIPRA vicino a Livingstone, nello Zambia.